# Osadzanie topionego materiału

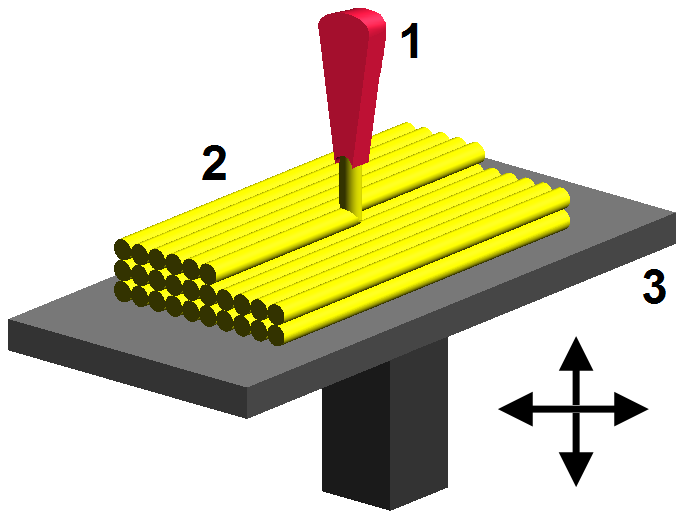
Osadzanie topionego materiału: 1 – dysza kontrolująca wypływ roztopionego tworzywa, 2 – osadzony i zastygnięty materiał (modelowana część), 3 – kontrolowany ruchomy stół

Osadzanie topionego materiału (FDM, ang. fused deposition modelling) – jedna z metod rapid prototyping. W metodzie tej nanoszony materiał (zwykle tworzywo sztuczne) przeciskany jest przez dyszę, ogrzaną do temperatury jego topnienia. Dysza kontroluje przepływ materiału i jest przemieszczana automatycznie według instrukcji programu CAM. Podobnie jak przy stereolitografii, model wytwarzany jest warstwa po warstwie.
Metoda ta została wynaleziona w latach 80. XX wieku, od lat 90. jest jedną z najbardziej rozpowszechnionych metod rapid prototyping. Charakteryzuje się dokładnością +/− 0,13 mm. Używana jest do tworzenia modeli testowych jak również, dzięki zastosowaniu w miarę wytrzymałych materiałów, do wykonywania detali użytkowych.
W FDM wykorzystuje się różne typy materiałów termoplastycznych, różniące się wytrzymałością i temperaturą topnienia: ABS, poliwęglany, polifenylosiarczki i woski. Istnieją również techniki korzystające z materiałów rozpuszczalnych w wodzie.
W zależności od doboru parametrów drukowania, drukowane elementy charakteryzują się różną jakością wykonania, która zależy od grubości pojedynczych osadzanych warstw. W 2021 roku, firma Hiposs wprowadziła jednostkę (SPI, ang. sheet per inch) opisującą jakość powierzchni drukowanych elementów. Poprzez SPI rozumie się liczbę osadzanych warstw na 1 cal wydruku. Im większa wartość SPI, tym gładsza powierzchnia drukowanego elementu. Obecnie drukarki 3D FDM drukują elementy w jakości w zakresie od 65 do nawet 500 SPI. W przypadku wykonywania prototypów optymalną jakością wydruku jest 100-150 SPI. Z kolei drukując w jakości 500 SPI można uzyskać wydruki odznaczające się estetyką wykonania, mogące być wykorzystywane nawet jako elementy dekoracyjne. Natomiast elementy drukowane w jakości 65 SPI zazwyczaj wymagają końcowej obróbki mechanicznej, ze względu na znaczną chropowatość drukowanego elementu.

## Przebieg procesu
Metoda FDM bazuje na wytłaczaniu tworzywa termoplastycznego z gorącej dyszy (poruszającej się wzdłuż osi X i Y), z którego warstwowo budowany jest model. Materiał- zwany filamentem- podawany jest w postaci okrągłej żyłki, który w dyszy jest zamieniany w stan półpłynny, a następnie jest układany na stole roboczym (mającym możliwość poruszania się w płaszczyźnie Z). Za zaciąganie filamentu odpowiedzialny jest ekstruder - mechanizm składający się z koła zębatego i łożyska. Nałożona warstwa materiału praktycznie od razu zastyga i łączy z pozostałymi warstwami. Urządzenia w tej metodzie są sterowane numerycznie- regulowane jest m.in. podawanie materiału przez dyszę, a także jej temperatura i inne parametry przetwarzania. W celu zapewnienia nieprzerwanego podawania filamentu do głowicy, często jest on podawany przez rurkę.
Pierwszym etapem drukowania jest wykonanie modelu 3D i zapisanie go w pliku STL. Następnie specjalne oprogramowanie przygotowuje plik do wydruku- ustala jednostki (milimetry lub cale), orientuje obiekt w komorze roboczej (możliwe jest ustawienie kąta pochylenia z dokładnością do 1°), dzieli na warstwy i tworzy konstrukcje podporowe. Wybór orientacji modelu ma bardzo duże znaczenie- wpływa na jego właściwości wytrzymałościowe oraz na to, ile materiału zostanie przeznaczone na wytworzenie podpór.
Pozbycie się podpór po zakończeniu procesu drukowania odbywa się poprzez rozpuszczenie materiału lub mechaniczne wyłamanie. Wyłamanie odbywa się zwykle z zastosowaniem szczypiec, musi być wykonywane ostrożnie, aby nie uszkodzić modelu. Zastosowanie materiałów rozpuszczalnych ma tę zaletę, że model może zawierać głębokie rowki czy wąskie szczeliny, do których nie mają dostępu szczypce. Do rozpuszczania służą specjalne urządzenia. Mają one podgrzewany zbiornik, który generuje temperaturę ok. 70 °C, przepływającym czynnikiem jest zasadowy roztwór wodny. Po takim zabiegu model płucze się w czystej wodzie, a następnie osusza.

## Zalety i wady metody
Drukarki do metody FDM są łatwe w obsłudze, nie mają skompilowanej konstrukcji. Po zakończeniu pracy nie jest wymagane czyszczenie, serwisowanie odbywa się okresowo. Wybór materiałów jest szeroki. Do druku można stosować zarówno filament pochodzenia naturalnego np.: polilaktyd (PLA) lub sztucznego np.: ABS, Nylon, PETG. Zaletą metody jest również szeroki wachlarz obróbek wykańczających oraz sterowanie objętością wypełnienia drukowanych modeli.
Do wad obiektów wykonanych w tej metodzie można zaliczyć małą wytrzymałość na granicach wybudowanych warstw w porównaniu z wytrzymałością wzdłuż włókien. Wszelkie pochyłości modelu generują efekt schodkowy i brak gładkości powierzchni. Stosowane materiały są w większości toksyczne i nie należy się nimi inhalować podczas pracy drukarki. Filament należy przechowywać w suchym miejscu nie narażając materiału na utratę właściwości spowodowaną zawilgoceniem lub zanieczyszczeniem od kurzu co negatywnie wpływa na wydruk elementów i zwiększa ryzyko zatkania dyszy drukującej.
Metoda ta działa w temperaturze pokojowej, korzystając z materiałów takich jak ABS, HDPE i HPP.